# Frank Lukeman
Francis Lawrence « Frank » Lukeman (né le 20 juin 1885 à Montréal et décédé le 23 décembre 1946 dans la même ville) est un athlète canadien spécialiste du sprint et des épreuves combinées. Affilié au Montréal AAA, il mesurait 1,78 m.

## Biographie

### Palmarès
| Date | Compétition           | Lieu      | Résultat | Épreuve          | Performance |
| ---- | --------------------- | --------- | -------- | ---------------- | ----------- |
| 1908 | Jeux olympiques d'été | Londres   | 13e      | Saut en longueur | 6,59 m      |
| 1912 | Jeux olympiques d'été | Stockholm | 3e       | Pentathlon       | 24 pts      |

### Records
| Épreuve          | Performance | Lieu | Date |
| ---------------- | ----------- | ---- | ---- |
| Saut en longueur | 7,04 m      |      | 1908 |